# Physcia neonubila
Physcia neonubila är en lavart som beskrevs av Elix. Physcia neonubila ingår i släktet Physcia och familjen Physciaceae.   Inga underarter finns listade i Catalogue of Life.